# Оскар Айзек
Оскар Айзек Ернандес-Естрада (англ. Oscar Isaac Hernandez) — гватемальсько-американський актор.

## Особисте життя
Народився у Гватемалі. Батько — кубинець, мати — гватемалка. Ріс у Маямі, штат Флорида. Має європейське коріння. Грав на соло-гітарі та був вокалістом власної групи «The Blinking Underdogs».

## Фільмографія

### Фільми
| Рік  |    | Українська назва                   | Оригінальна назва                              | Роль                                      |
| ---- | -- | ---------------------------------- | ---------------------------------------------- | ----------------------------------------- |
| 1996 | ф  | Жорстоке місто                     | Illtown                                        | хлопчик у басейні                         |
| 2002 | ф  | Усе про Бенджамінів                | All About the Benjamins                        | Франческо                                 |
| 2005 | ф  | Ленні — диво собака                | Lenny the Wonder Dog                           | Фртман                                    |
| 2006 | ф  | Плутоній-239                       | The Half Life of Timofey Berezin               | Шив                                       |
| 2006 | ф  | Божественне народження             | The Nativity Story                             | Йосип                                     |
| 2007 | ф  | Все життя перед її очима           | The Life Before Her Eyes                       | Маркус                                    |
| 2008 | ф  | Че: Частина перша                  | Che: Part One                                  | перекладач                                |
| 2008 | ф  | Тіло брехні                        | Body of Lies                                   | Бассам                                    |
| 2009 | ф  | Агора                              | Agora                                          | Орест                                     |
| 2009 | ф  | Балібо                             | Balibo                                         | Жозе Рамуш-Орта                           |
| 2010 | ф  | Робін Гуд                          | Robin Hood                                     | принц Джон                                |
| 2011 | ф  | Заборонений прийом                 | Sucker Punch                                   | Блу Джонс                                 |
| 2011 | ф  | Драйв                              | Drive                                          | Стандарт                                  |
| 2011 | ф  | Ми. Віримо у кохання               | W.E.                                           | Євген                                     |
| 2011 | ф  | 10 років потому                    | 10 Years                                       | Рівз                                      |
| 2012 | ф  | Битва за свободу                   | For Greater Glory: The True Story of Cristiada | Вікторіано Ель Каторке Рамірез            |
| 2012 | ф  | Всіх порву!                        | Revenge for Jolly!                             | Сесіл                                     |
| 2012 | ф  | Спадок Борна                       | The Bourne Legacy                              | Outcome 3                                 |
| 2012 | ф  | Навчання польотам                  | Won't Back Down                                | Майкл Перрі                               |
| 2013 | ф  | Всередині Л'юіна Девіса            | Inside Llewyn Davis                            | Л'юін Девіс                               |
| 2013 | ф  | Тереза Ракен                       | In Secret                                      | Лоран                                     |
| 2013 | кф |                                    | Making a Scene                                 | чоловік                                   |
| 2014 | кф |                                    | Trentemoller: Gravity                          | містер Карпул                             |
| 2014 | кф |                                    | Ticky Tacky                                    | Люсьєн                                    |
| 2014 | ф  | Дволикий січень                    | The Two Faces of January                       | Райдол                                    |
| 2014 | ф  | Найжорстокіший рік                 | A Most Violent Year                            | Абель Моралес                             |
| 2014 | ф  | Ex Machina                         | Ex Machina                                     | Натан                                     |
| 2015 | ф  | Мохаве                             | Mojave                                         | Джек                                      |
| 2015 | ф  | Зоряні війни: Пробудження Сили     | Star Wars: The Force Awakens                   | По Дамерон                                |
| 2016 | ф  | Обіцянка                           | The Promise                                    | Майкл                                     |
| 2016 | ф  | Люди Ікс: Апокаліпсис              | X-Men: Apocalypse                              | Ен Сабах Нур / Апокаліпсис                |
| 2017 | ф  | Зоряні війни: Останні джедаї       | Star Wars: The Last Jedi                       | По Дамерон                                |
| 2017 | ф  | Субурбікон                         | Suburbicon                                     | Роджер                                    |
| 2018 | ф  | Анігіляція                         | Annihilation                                   | Кейн                                      |
| 2018 | ф  | Операція «Фінал»                   | Operation Finale                               | Пітер Малкін                              |
| 2018 | ф  | Ван Гог. На порозі вічності        | At Eternity's Gate                             | Поль Гоген                                |
| 2018 | ф  | Життя, яке воно є                  | Life Itself                                    | Вілл                                      |
| 2018 | мф | Людина-павук: Навколо всесвіту     | Spider-Man: Into the Spider-Verse              | Міґель О'Гара / Людина-павук 2099 (голос) |
| 2019 | ф  | Потрійний кордон                   | Triple Frontier                                | Сантьяго Гарсія                           |
| 2019 | мф | Родина Адамсів                     | The Addams Family                              | Гомес Аддамс (голос)                      |
| 2019 | ф  | Зоряні війни: Скайвокер. Сходження | Star Wars: The Rise of Skywalker               | По Дамерон                                |
| 2021 | ф  | Холодний розрахунок                | The Card Counter                               | Вільям Телл                               |
| 2021 | ф  | Дюна                               | Dune                                           | Лето Атрід                                |
| 2021 | мф | Родина Адамсів 2                   | The Addams Family 2                            | Гомес Адамс (голос)                       |
| 2022 | ф  | Велика золота цегла                | Big Gold Brick                                 | Ансельм                                   |
| 2023 | мф | Людина-павук: Крізь Всесвіт        | Spider-Man: Across the Spider-Verse            | Міґель О'Гара / Людина-павук 2099 (голос) |
| 2025 | ф  | Франкенштейн                       | Frankenstein                                   | Віктор Франкенштейн                       |
|      | мф | Людина-павук: По той бік Всесвіту  | Spider-Man: Beyond the Spider-Verse            | Міґель О'Гара / Людина-павук 2099 (голос) |
|      | ф  | У Дантових руках                   | In the Hand of Dante                           | Нік Тошес / Данте Аліг'єрі                |

### Телебачення
| Рік       |    | Українська назва                  | Оригінальна назва            | Роль                                                                |
| --------- | -- | --------------------------------- | ---------------------------- | ------------------------------------------------------------------- |
| 2006      | с  | Закон і порядок: Злочинний намір  | Law & Order: Criminal Intent | Роббі Полсон (Епізод: "The Healer")                                 |
| 2015      | с  | Покажіть мені героя               | Show Me a Hero               | Нік Васіско (6 серій)                                               |
| 2018—2019 | мс | Зоряні війни: Рух опору           | Star Wars Resistance         | По Дамерон (4 серії)                                                |
| 2021      | с  | Сцени з подружнього життя         | Scenes from a Marriage       | Джонатан (5 серій)                                                  |
| 2022      | с  | Суботнього вечора в прямому ефірі | Saturday Night Live          | у ролі самого себе (Епізод: "Oscar Isaac/Charli XCX")               |
| 2022      | с  | Місячний лицар                    | Moon Knight                  | Марк Спектор / Місячний лицар (6 серій)                             |
| 2022      | с  | Marvel Studios: Загальний збір    | Marvel Studios: Assembled    | у ролі самого себе (Епізод: "Assembled: The Making of Moon Knight") |
| 2022      | с  |                                   | The Last Movie Stars         | Сідні Поллак (Епізод: "Against the Sky")                            |